# 錫滕巴赫河 (佩格尼茨河支流)
49°30′21″N 11°24′30″E / 49.50583°N 11.40833°E

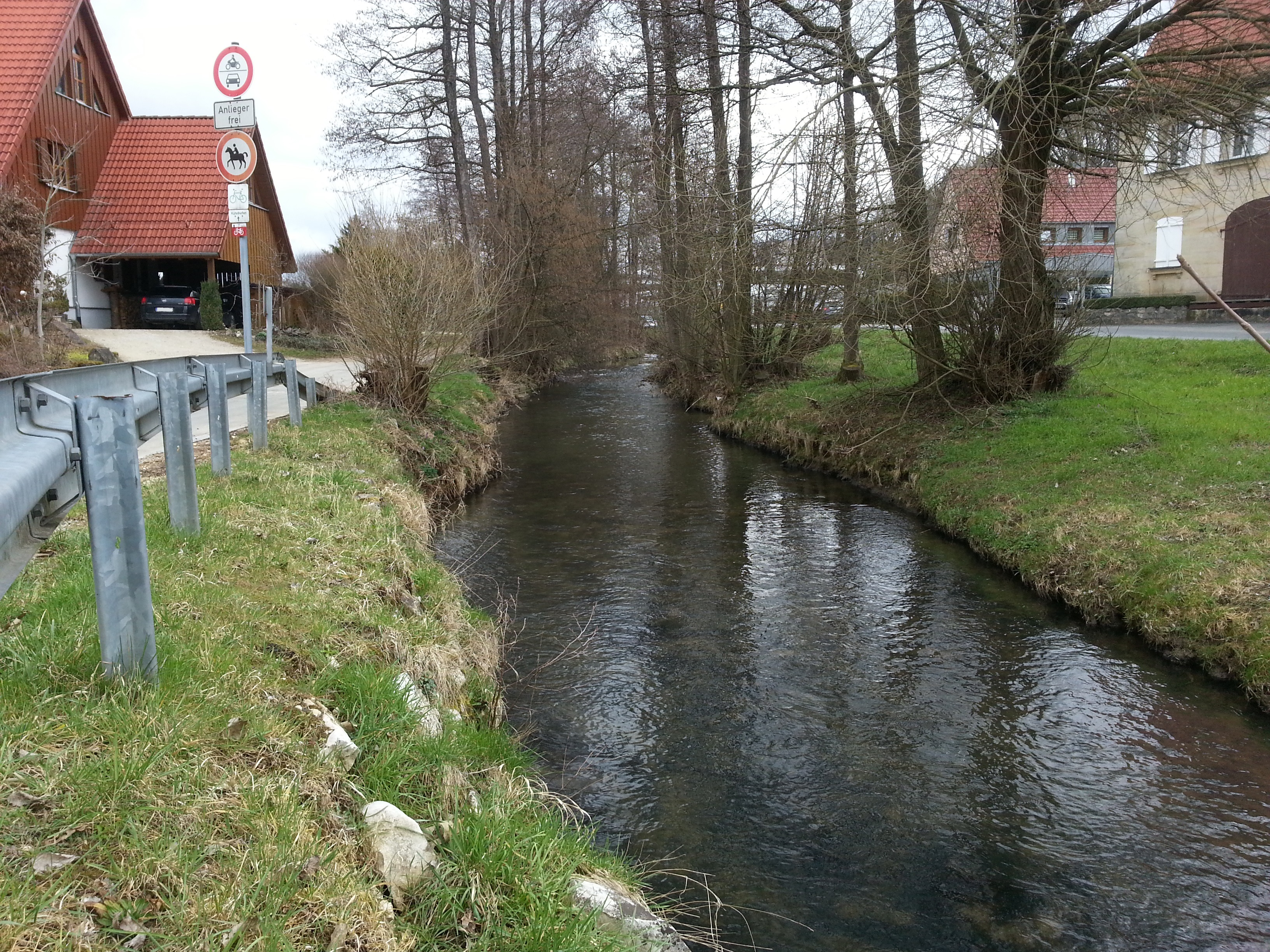

錫滕巴赫河是德國的河流，位於該國東南部，由巴伐利亞負責管轄，屬於佩格尼茨河的右支流，河道全長10.8公里，流域面積42.3平方公里，流經維倫堡縣。